# Cotoneaster taylorii
Cotoneaster taylorii är en rosväxtart som beskrevs av Tse Tsun Yu. Cotoneaster taylorii ingår i släktet oxbär, och familjen rosväxter. Inga underarter finns listade i Catalogue of Life.